# Culicoides malariologiensis
Culicoides malariologiensis är en tvåvingeart som beskrevs av Perruolo 1991. Culicoides malariologiensis ingår i släktet Culicoides och familjen svidknott.
Artens utbredningsområde är Venezuela. Inga underarter finns listade i Catalogue of Life.